# 1956
Cette page concerne l'année 1956 (MCMLVI en chiffres romains) du calendrier grégorien.
L'année 1956 est une année bissextile qui commence un dimanche.
C'est la 1956e année de notre ère, la 956e du IIe millénaire, la 56e du XXe siècle et la 7e de la décennie 1950-1959.

## En bref
Première partie : Les origines de la construction européenne remontent à l'après-guerre, marquées par le désir de prévenir de nouveaux conflits. En 1951, la Communauté européenne du charbon et de l'acier (CECA) a été créée, rassemblant six pays fondateurs : la France, l'Allemagne, l'Italie, la Belgique, les Pays-Bas et le Luxembourg.
Deuxième partie : Les étapes de l'élargissement de l'Union européenne entre 1957 et 1986 sont caractérisées par des traités successifs. En 1957, le Traité de Rome a établi la Communauté économique européenne (CEE), puis en 1973, le Royaume-Uni, le Danemark et l'Irlande ont rejoint l'UE. Les années suivantes ont vu les adhésions de la Grèce, du Portugal et de l'Espagne, renforçant l'union économique et politique jusqu'en 1986.
- 14 - 25 février : début de la « déstalinisation » lors du XXe congrès du Parti communiste de l’Union soviétique.
- 2 mars : indépendance du Maroc.
- 20 mars : indépendance de la Tunisie.
- 28-30 juin : émeutes de Poznań.
- 18 - 20 juillet : rencontre à Brioni de Nasser, Nehru, Soekarno et Tito, principaux leaders du mouvement des pays non alignés[1].
- 23 octobre - 10 novembre : insurrection de Budapest.
- 29 octobre - 6 novembre : crise de Suez.
- Poursuite de la guerre d’Algérie.

## Relations internationales
- 19 mai : signature convention relative au contrat de transport international de marchandise par route[2].
- 26 octobre : création à Vienne de l’Agence internationale de l’énergie atomique (AIEA), dont le but est de surveiller les activités nucléaires des États[3].
- Institution du Club de Paris pour traiter les dettes dues à des créanciers gouvernementaux, à l’occasion de la première restructuration de la dette de l’Argentine. En accord avec le FMI, il rééchelonne le remboursement des pays endettés sur une longue période, après l’adoption de mesures de stabilisation économiques[4].

## Événements

### Afrique
- 1er janvier : indépendance du Soudan, octroyée par le Royaume-Uni[5]. Il est admis à l’ONU le 6 février[6].
- 2 janvier : victoire du Rassemblement démocratique africain (RDA) aux législatives. Il remporte 7 sièges sur 8 en AOF et 2 sièges sur 4 en Afrique-Équatoriale française (AEF). Félix Houphouët-Boigny, président du RDA, entre dans le gouvernement Guy Mollet le 1er février[7].
- 14-15 janvier : congrès constitutif de la Confédération générale des travailleurs africains (CGTA) à Saint-Louis[8]. Elle rompt définitivement avec la CGT le 15 février[9].

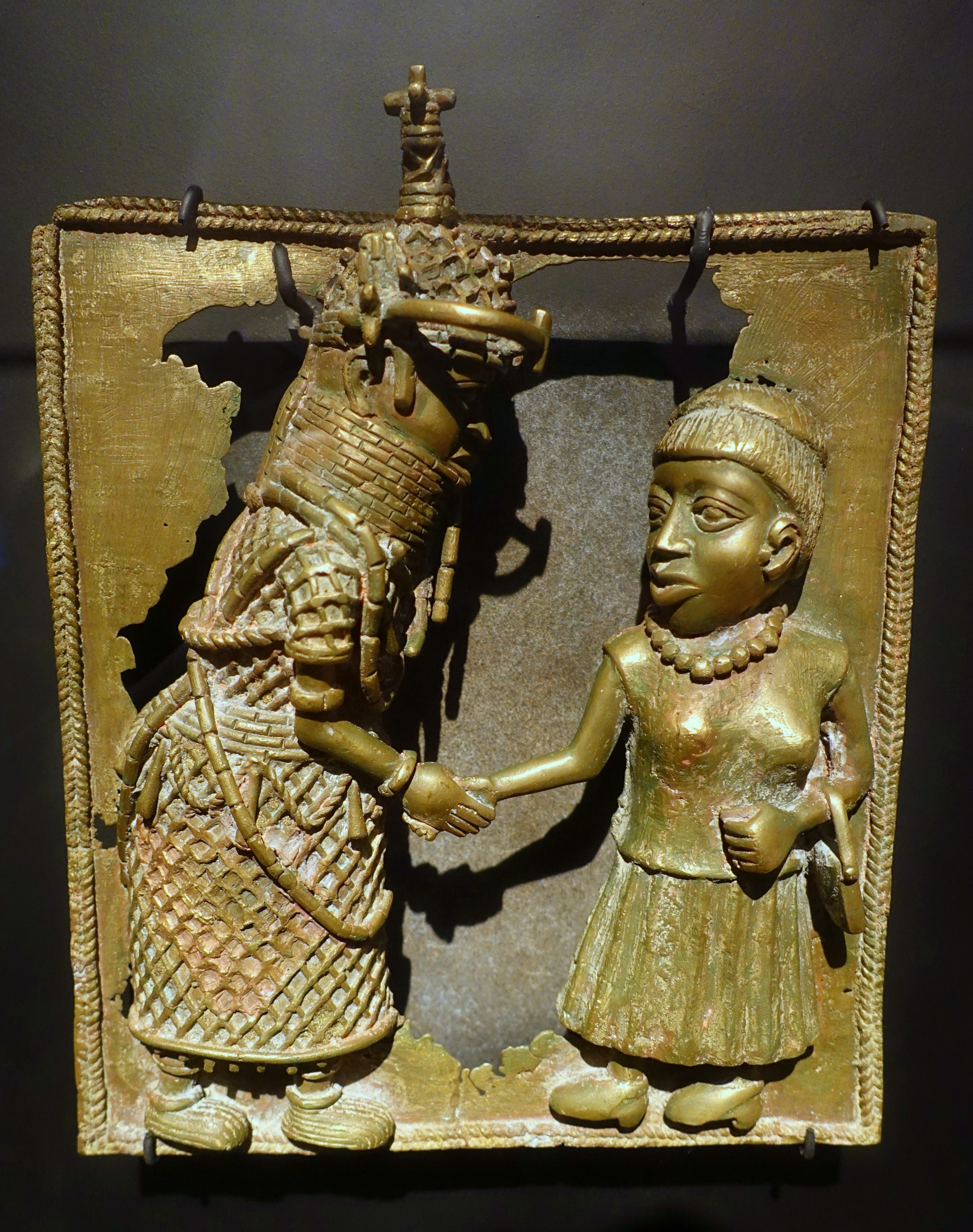
Plaque de bronze représentant la rencontre entre Akenzua II, oba du Bénin, et la reine Élisabeth II, lors de sa visite au Nigeria en 1956, musée ethnographique de Stockholm.

- 28 janvier-17 février : visite de la reine Élisabeth II du Royaume-Uni au Nigeria[10].
- 31 mars-1er avril : congrès de la confédération générale du travail autonome (CGTA) à Dakar ; Sékou Touré en devient le président[9].
- 17 avril : Pierre Messmer devient haut commissaire de la République au Cameroun (fin le 29 janvier 1958[11]) dans un climat de révolte contre les autorités françaises (1956-1960).
- 24 avril : lors d’une conférence syndicale panafricaine réunie à Bangui, la CGT et des Cheminots de l’AOF appellent à la création d’un syndicat autonome unifié[12].
- 23 juin : vote de la Loi-cadre Defferre par le Parlement français sur l’autonomie en Afrique noire française. Elle dote les colonies de l’AOF et de l’AEF d’une large autonomie, avec une assemblée élue au suffrage universel, présidée par le gouverneur, mais dont le vice-président pourra être un autochtone[13].
- 30 juin : des intellectuels congolais publient le « Manifeste de conscience africaine ». Ils exigent l’émancipation totale des Noirs. Une véritable bombe politique. Parution le 23 août, en réaction du Manifeste de l’ABAKO, qui affirme son opposition à la colonisation et sa volonté de préserver l’autonomie des Kongo comme des différents groupes ethniques[14]. Des partis politiques noirs apparaissent au Congo belge en vue des élections municipales qui doivent avoir lieu à Léopoldville le 8 décembre 1957. Ils sont issus pour la plupart d’associations ethniques formées quand les partis politiques étaient interdits[15].
- 8-15 juillet : congrès de Ouagadougou. Division de la CFTC et création de la CATC (Confédération africaine des travailleurs croyants), qui envisage de créer un syndicat unique pour toute l’AOF[16].

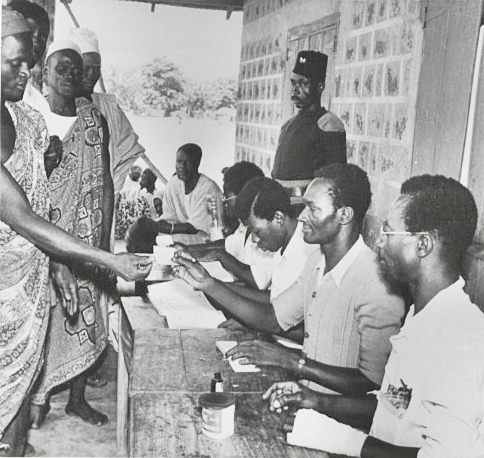
12-17 juillet : élections en Côte-de-l’Or.

- 12-17 juillet : le Convention People’s Party remporte les élections en Côte-de-l’Or[17].
- 19 septembre : fondation du PAIGC, parti africain pour l’indépendance de la Guinée et du Cap-Vert, par Amílcar Cabral[18].
- 23-27 octobre : massacres de Meknès au Maroc, où les Marocains s'attaquent aux colons encore présents sur place.
- 26 novembre : Modibo Keïta est élu maire de Bamako[19].
- 10 décembre : date officielle de la fondation à Luanda du MPLA, Mouvement populaire de libération de l’Angola, par Mário de Andrade et Agostinho Neto[20].
- 13 décembre : après un référendum tenu le 9 mai sous la supervision de l’ONU, le Togoland est intégré à la Côte-de-l’Or (Ghana en 1957)[21].
- 18 - 19 décembre : attentats de l’UPC au Cameroun. 96 morts[11].
- 31 décembre : la République d’Afrique du Sud se retire de l’UNESCO en se plaignant que certaines publications de l’Organisation interfèrent dans les problèmes raciaux du pays[22].

#### Afrique du Nord
- 28 janvier : les généraux Guillaume et Zeller démissionnent pour protester contre la lenteur de l’envoi de renforts en Algérie[23].
- 6 février : Guy Mollet se rend en Algérie. Il est conspué par des pieds-noirs et reçoit des jets d’objets divers, dont semble-t-il des tomates. Guy Mollet cède devant la manifestation des Algérois. Il n’y aura pas de gouverneur général, mais un ministre résident en Algérie[23]. Catroux, réputé favorable aux musulmans, est abandonné pour Robert Lacoste le 9 février[24].
- 8 février : création officielle des harkas (« troupes mobiles ») par l’armée française en Algérie[25].
- 2 mars : indépendance du Maroc[5].
- 12 mars, Algérie : Guy Mollet pose pour préalable à la négociation la pacification et l’organisation d’élections. L’Assemblée nationale vote des pouvoirs spéciaux à son gouvernement[23].
- 20 mars : indépendance de la Tunisie par le protocole franco-tunisien qui abolit le traité du Bardo de 1881[5]. Lamine Pacha Bey prend le titre de Lamine Ier mais doit céder la place à la république un an plus tard le 15 juillet 1957.
- 25 mars : élection de l’assemblée constituante tunisienne. Bourguiba en est élu le président par acclamations[26].
- 7 avril : l’Espagne rétrocède le Maroc espagnol au Maroc[27]. Le sort de Tanger est réglé en octobre.
- 11 avril : le gouvernement français décide le rappel de 70 000 réservistes, puis d'un contingent supplémentaire de 50 000 le 9 mai. L’ensemble des troupes françaises en Algérie passe à 400 000 hommes en juillet[28].

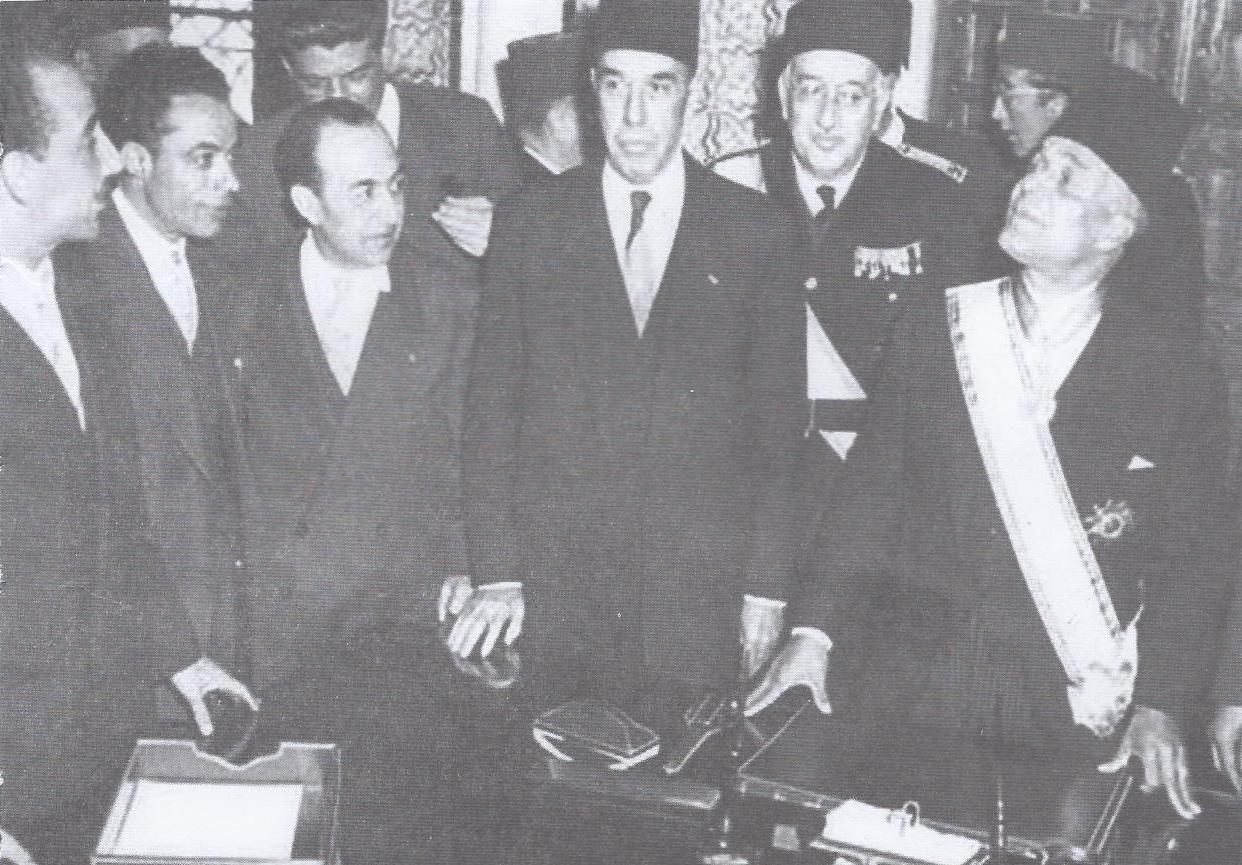
Passation de pouvoirs entre Tahar Ben Ammar et Habib Bourguiba.

- 15 avril : après sa victoire aux élections législatives, Habib Bourguiba devient le chef du gouvernement en Tunisie[26].
- 22 avril : ralliement au FLN de Ferhat Abbas et Ahmed Francis, dirigeants nationalistes modérés, et de Tewfik el-Madani, représentant des oulémas. Tous trois se rendent au Caire[29].
- 8 mai, Algérie : des étudiants européens et des organisations patriotiques manifestent contre le nouveau ministre résident Robert Lacoste, jugé trop libéral à la suite d’une décision gouvernementale permettant l’accession à la fonction publique des musulmans (décret du 17 mars 1956)[30].
- 11 mai : massacre de Beni Oudjehane ; 79 personnes sont massacrées par des soldats du 4e BCP dans la presqu’île de Collo, en Algérie[31].
- 18 mai : dix-sept soldats rappelés du 9e RIC sont tués par l’ALN dans l’embuscade de Palestro, quatre autres sont faits prisonniers, 44 personnes sont tuées dans l’opération de ratissage consécutive[32].
- 26-27 mai : des milliers de suspects sont arrêtés dans la Casbah d’Alger par 6 500 soldats et policiers[33].
- 15 juin : découverte de pétrole à Hassi Messaoud en Algérie par SN REPAL (Elf Aquitaine)[34].
- 19 juin : première exécution de membres du FLN dans la cour de la prison de Barberousse à Alger, Ahmed Zabana et Abdelkader Ferradj, condamnés à mort[35].
- 20 juillet : le Maroc est admis à l’ONU[6].
- 26 juillet : la Tunisie est admise à l’ONU[6].
- 10 août : en réaction aux attentats commis par le FLN, des « contre-terroristes » de l’ORAF placent une bombe rue de Thèbes, dans la casbah d’Alger, qui fait quinze morts et une quarantaine de blessés[36].
- 13 août : promulgation du code du statut personnel en Tunisie : droit de vote des femmes, abolition de la polygamie et de la répudiation, consentement mutuel au mariage, droit égal au divorce. Il entre en vigueur le 1er janvier 1957[37].

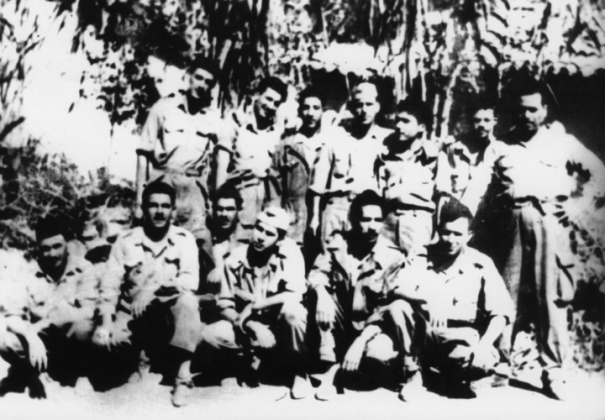
État-major de la wilaya 4 de l'ALN, 1956-1957

- 20 août - 10 septembre : un congrès secret du FLN dans la vallée de la Soummam, en Kabylie, est organisé, principalement par Abane Ramdane, qui structure l’Armée de libération nationale (ALN) et forme un Conseil national de la révolution (CNRA) de 34 membres y est élu pour diriger la politique du FLN qui doit être appliqué par un Comité de coordination et d’exécution (CCE) de cinq membres ; l’Armée de libération nationale est unifiée sous la direction de Krim Belkacem[38].
- 30 septembre : attentats du FLN au Milk Bar (Zohra Drif) et à La Cafétéria, à Alger, qui font quatre morts et 54 blessés[36].
- 1er octobre : échec de l’opération Oiseau bleu ; une section de la 2e compagnie du 15e BCA tombe dans une embuscade tendue au douar Iflissen par un groupe de la « Force K », un « contre-maquis » kabyle armé par les services de renseignement français contre le FLN. Deux hommes sont tués et six sont blessés. En répression, le village d’Iguer n’Salem, abandonné par ses habitants, est incendié. Du 9 au 12 octobre, dix mille hommes mènent une opération de grande envergure en Kabylie (opération « Djenad »)[39].
- 8-29 octobre : la conférence de Fédala abroge le régime international de Tanger[40].
- 16 octobre : capture par la marine française au large de Nemours du cargo égyptien Athos, chargé d’armes destinées à l’ALN[41].
- 20 octobre : le sultan du Maroc Mohammed ben Youssef reçoit Ahmed Ben Bella et quatre autres dirigeants du FLN[42]. Aussitôt, les négociations franco-marocaines sont suspendues par le gouvernement français (Alain Savary).
- 22 octobre : l’avion qui transportait de Rabat à Tunis Ahmed Ben Bella et les autres dirigeants du FLN est contraint de se poser à Alger où les cinq hommes sont arrêtés. Le président du Conseil Guy Mollet couvre cette initiative due aux autorités militaires d’Alger[28]. La Tunisie et le Maroc rappellent leurs ambassadeurs à Paris. Alain Savary, alors secrétaire d’État aux Affaires tunisiennes et marocaines, démissionne le 25 octobre[42].
- 23 octobre : massacre de colons français dans la région de Meknès au Maroc, en représailles à l’arrestation des dirigeants du FLN[43].
- 13 novembre : le général Raoul Salan dirige les opérations militaires en Algérie[44].
- 5 décembre : les Conseils généraux d’Algérie et les municipalités régies comme les communes métropolitaines sont dissous[25].
- 29 décembre : des « ratonnades » se produisent à l’issue de l’enterrement d’Amédée Froger, président de la Fédération des maires de l’Algérie, assassiné par le FLN[45].

### Amérique

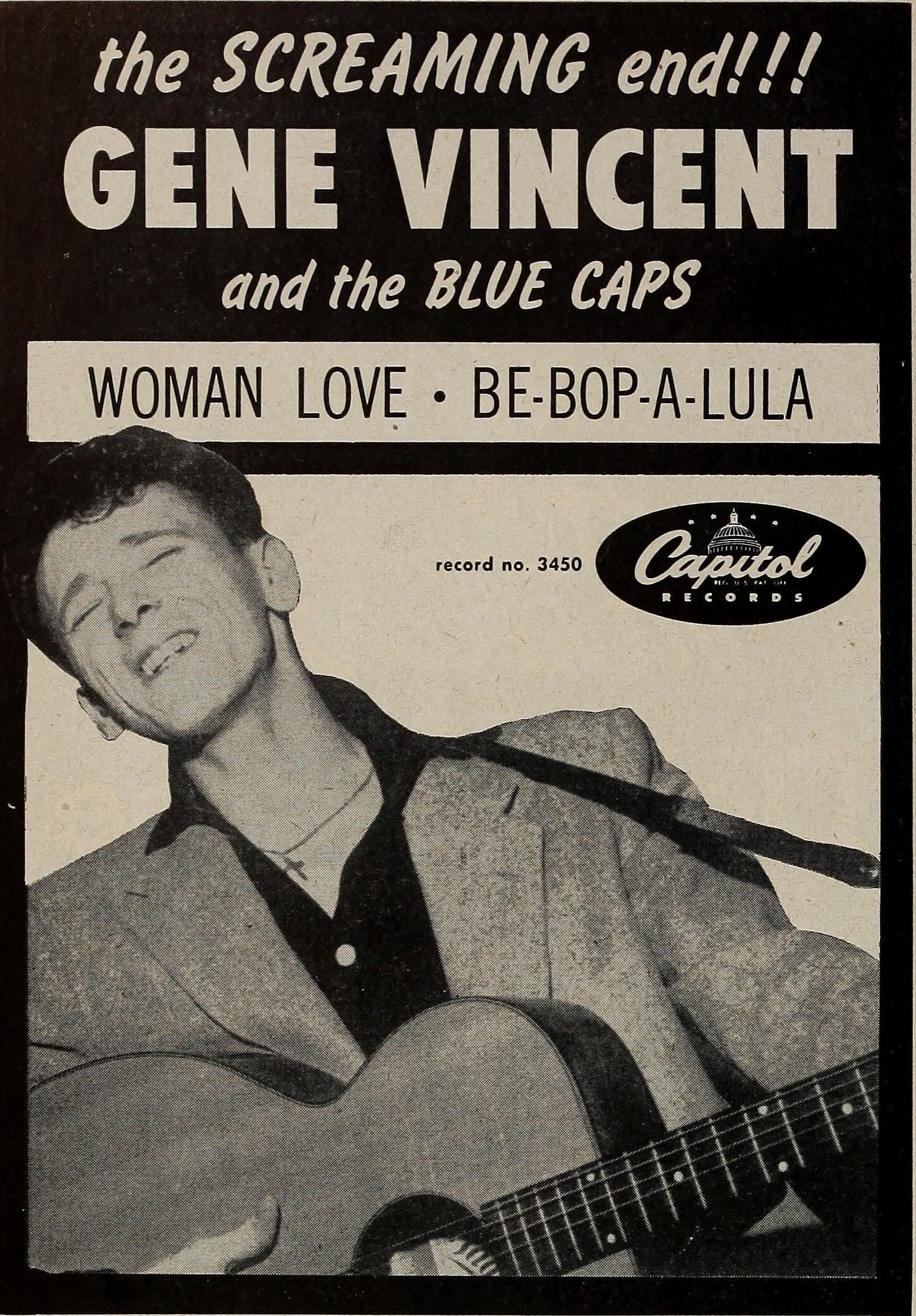
La chanson Be-Bop-A-Lula monte à la 7e place de Billboard Hot 100 americain. Le chanteur de ce classique du Rock 'n' roll est Gene Vincent

- 31 janvier : Juscelino Kubitschek de Oliveira, président de la République brésilienne (fin en 1961)[46]. Décidé à promouvoir « 50 ans de progrès en cinq ans », Kubitschek parvient à mobiliser les Brésiliens autour de la modernisation du pays, symbolisé par la construction en quatre ans d’une nouvelle et futuriste capitale, Brasilia sur les plans de l’architecte Oscar Niemeyer. Le développementisme fait progresser l’industrie de 10 % par an, au prix d’un endettement public considérable[47].
- 3 février : au Honduras, la promulgation de la loi de défense du régime démocratique permet l’interdiction du parti communiste[48].
- 5 février : incident aux arènes de Santamaría en Colombie ; les agents du régime de Gustavo Rojas Pinilla provoquent un massacre lors d’une course de taureaux pendant laquelle les spectateurs avaient omis d’acclamer le dictateur (8 morts et 112 blessés). Pendant l’année 1956, les violences politiques font 11 000 morts en Colombie[49]
- 9 juin, Argentine : échec d’un soulèvement insurrectionnel dirigé par le général Juan José Valle avec pour objectif de rétablir le gouvernement légal de Juan Perón. Les militaires créent une commission pour la défense de la démocratie, chargée d’épurer le paysage partisan de ses scories péronistes[50].
- 16 juin : Manuel Prado Ugarteche est élu président du Pérou (fin en 1962)[49]. Le général Odría consent à organiser des élections libres au Pérou. Le conservateur Manuel Prado les remporte avec le soutien de l’Alliance populaire révolutionnaire américaine (APRA). Il libéralise le régime, ouvrant une période de convivencia qui se manifeste par la légalisation du parti communiste et de l’APRA. Son programme économique, dans la continuité de son prédécesseur, lui vaut quelques succès.
- 17 juin : Hernán Siles Zuazo est élu président MNR de Bolivie (fin en 1960)[49]. Il est contraint de mettre en œuvre un programme de lutte contre les déficits provoqués par les politiques redistributives antérieures. L’agitation sociale qui en résulte met le pays au bord de la guerre civile. Siles doit mobiliser l’armée pour pacifier le pays.
- 24 juillet : pacte de Benidorm signé en Espagne entre le libéral Alberto Lleras Camargo et le conservateur Laureano Gómez dans le but de mettre un terme à la crise politique en Colombie et de chasser le dictateur Gustavo Rojas Pinilla[49].
- 31 août : inauguration de Camilo Ponce Enríquez (conservateur), président de l’Équateur (fin de mandat en 1960)[49].
- 29 septembre : dictature de Luis Somoza Debayle au Nicaragua (fin le 1er mai 1963)[51].

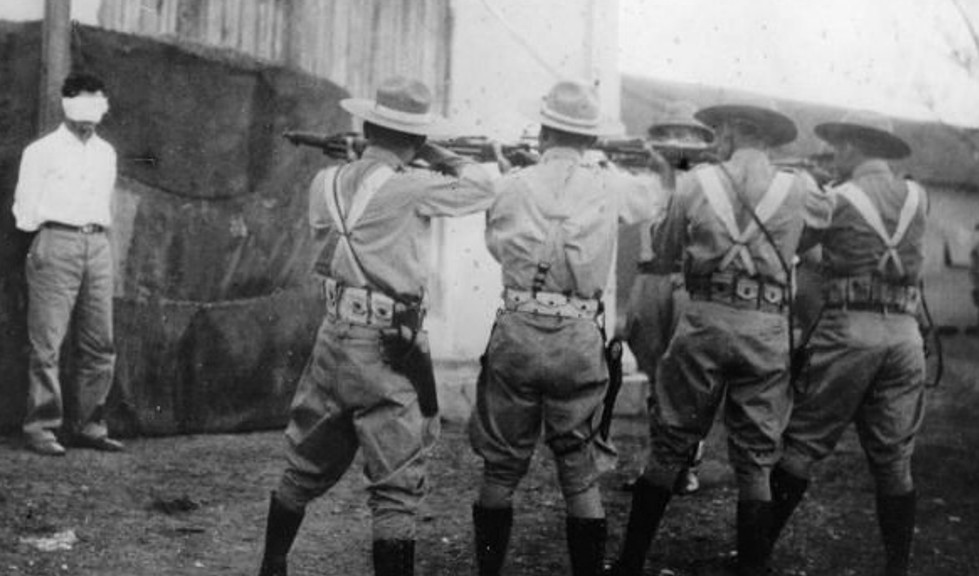
Exécution d’un opposant à Batista à Cuba.

- 2 décembre : Fidel Castro, avec 81 compagnons dont son frère Raúl et l’argentin Ernesto « Che » Guevara débarque à Cuba à bord du navire le Granma pour tenter de renverser Batista. C’est un échec et seule une poignée d’hommes peut s’enfuir dans la Sierra Maestra avec les frères Castro et le Che[52].

### Asie
- 5 janvier : au Cambodge, Oum Cheang Sun est nommé Premier ministre[53].
- 6-14 janvier, Laos : le Pathet Lao crée le Front patriotique (Neo Lao Hak Xat) et demande la formation d’un gouvernement de coalition (1957)[54].
- 10 janvier - 6 février : 516 ballons de surveillance sont lancés par l’United States Air Force au-dessus de la Chine communiste, de l’Europe de l’Est et de l’Union soviétique dans le but de prendre des photographies aériennes et de recueillir des renseignements (projet Genetrix). Seuls 44 d’entre eux sont récupérés[55].
- 28 janvier : le gouvernement de Mao Zedong met en place la graphie simplifiée des caractères de l’écriture chinoise[56].
- 1er mars : au Cambodge, Norodom Sihanouk se proclame Premier ministre[53].
- 20 mars : gouvernement d’Ali Sastroamidjojo en Indonésie, qui réunit des représentants du PNI, du Masjumi et du Nahdatul Ulama (fin le 14 mars 1957)[57]. Le PKI accorde au gouvernement un préjugé favorable.
- 23 mars : le Pakistan devient le premier pays à être devenu une République islamique dans le monde à la suite de l'adoption de sa première Constitution.
- 3 avril : au Cambodge, Khim Tit est nommé Premier ministre[53].
- 11 avril : Solomon Bandaranaike accède au pouvoir à Sri Lanka avec un programme populaire destiné à mobiliser les masses rurales[58].
- 22 avril : un comité préparatoire de la Région autonome du Tibet est instauré à Lhassa pour établir les bases d’une constitution tibétaine. Le dalaï-lama est nommé président et le panchen-lama premier vice-président du pays[59].
- 23-29 avril[60] : lancement d’un plan quinquennal de redressement économique à l’occasion du troisième Congrès du Parti du travail de Corée[61].
- 27 avril : victoire de l’AFPFL d’U Nu aux élections en Birmanie, avec 47,7 % des voix et 147 sièges. Le Front national unifié birman (en) qui regroupe les mouvements de gauche, obtient 30 % des voix et 48 des 250 sièges de l’Assemblée nationale[62].
- 30 avril : nouvelle résolution de politique industrielle en Inde définissant les catégories d’activités selon le rôle que l’État doit y jouer[63].

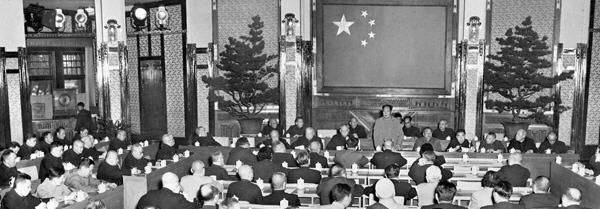
2 mai : Mao Zedong annonce la campagne des Cent fleurs.

- 2 mai, Chine : début de la campagne des Cent fleurs. Dans l’esprit de la déstalinisation soviétique, le gouvernement chinois demande aux intellectuels de critiquer les dirigeants du parti et de l’État, la devise étant : « Que fleurissent harmonieusement cent fleurs et rivalisent bruyamment cent écoles »[64].

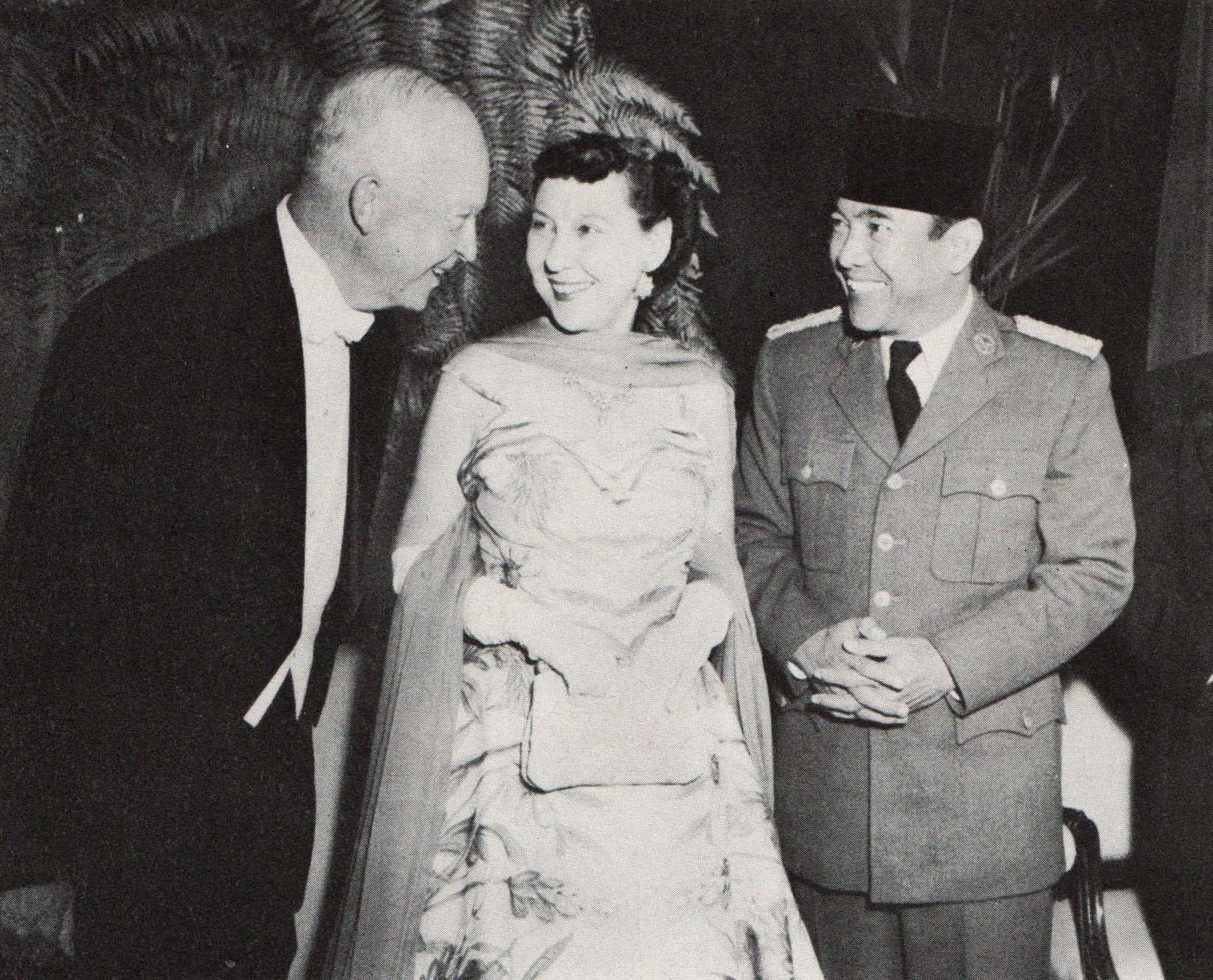
Dwight Eisenhower, Mamie Eisenhower et Soekarno.

- 16 mai-3 juin : visite du président Soekarno aux États-Unis[65].
- 24 mai : début des célébrations en Inde du 2500e anniversaire de la mort du Bouddha[66].
- 28 mai : traité de cession de Pondichéry à l’Inde (ratifié le 27 juillet 1962)[67].
- 17 juin : loi sur le droit des veuves en matière d’héritage en Inde (Hindu Succession Act)[68].
- Juin : les Tibétains se soulèvent contre l’accord en 17 points de 1951 et la collectivisation dans les provinces du Kham et de l’Amdo et mènent des actions de guérilla contre le régime chinois[69]. Mao Zedong déclare quelques mois plus tard que « le Tibet n’était pas encore prêt pour l’établissement d’un régime communiste ». La CIA met sur pied une opération secrète de formation aux États-Unis et de livraison d’armes et de matériel radio à la guérilla de l’Est[70]. Pékin envoie 150 000 hommes dans le Kham, appuyés par des bombardements aériens. La résistance tibétaine est décimée et l’armée chinoise reprend dans le sang le contrôle du Kham[71].
- 28 août-12 septembre : visite de Soekarno en URSS[72].
- 15 septembre : au Cambodge, Norodom Sihanouk se proclame de nouveau Premier ministre[53].
- 15 - 27 septembre : VIIIe Congrès du PCC[73]. Deng Xiaoping devient secrétaire général du Parti communiste chinois. Élection du 8e Politburo du Parti communiste chinois. Dès 1957, il pourchasse impitoyablement les intellectuels qui ont cru à la campagne des Cent Fleurs.
- 20 septembre : accord commercial entre la république populaire de Chine et le Népal[74]. Le traité entre le Népal et le Tibet de 1856 est abrogé.
- 30 septembre-14 octobre : visite de Soekarno en Chine[75].

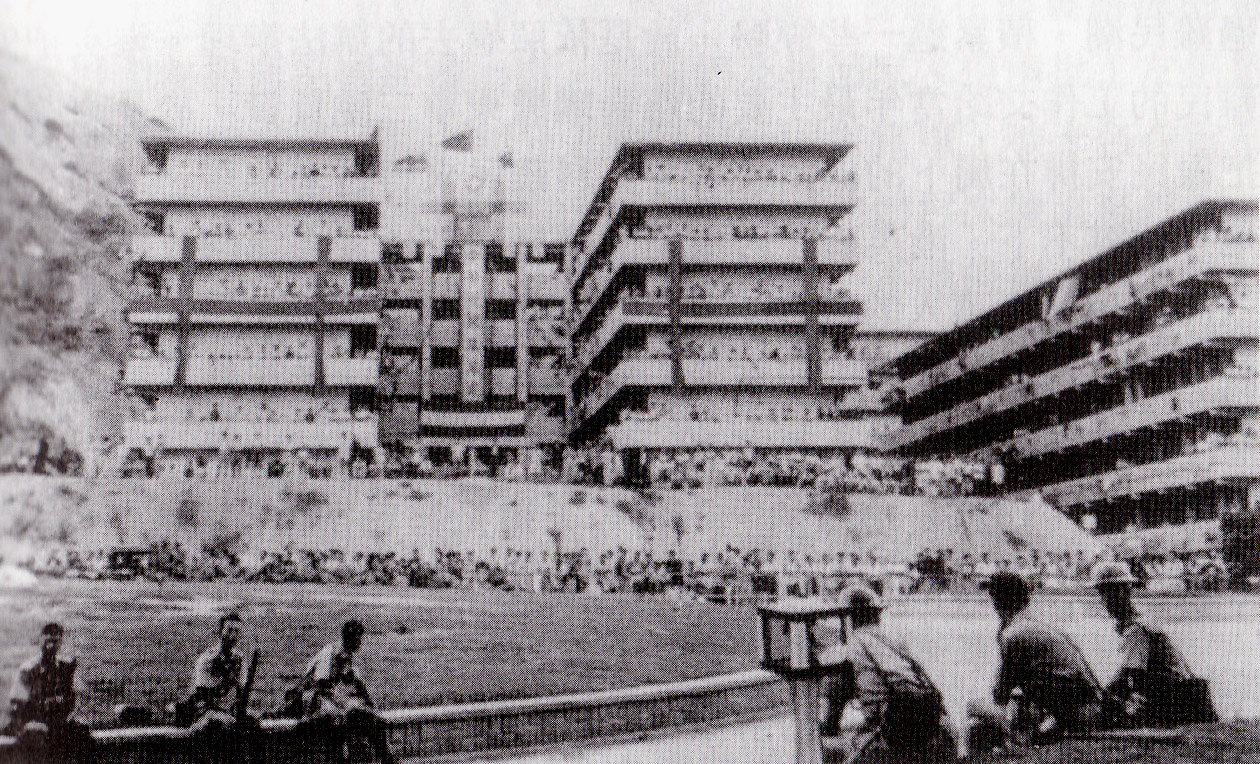
10 octobre : émeutes à Hong Kong.

- 10 octobre : violentes émeutes nationalistes à Hong Kong à l’occasion de la célébration de l’anniversaire du début du soulèvement de Sun Yat-sen (fête nationale de Taïwan). L’armée britannique intervient. Il y a 59 morts et des centaines de blessés. 10 000 membres des Triades, accusées d’avoir animé le mouvement, sont arrêtés et 400 sont déportés vers Taïwan[76].
- 19 octobre : normalisation des relations nippo-soviétiques[77].
- 25 octobre : au Cambodge, Sam Yun est nommé Premier ministre[53].
- 1er novembre : entrée en vigueur du States Reorganisation Act, qui découpe l’Inde en 14 États linguistiques et 6 territoires[78]. Hyderâbâd disparaît au profit de 4 nouveaux États.

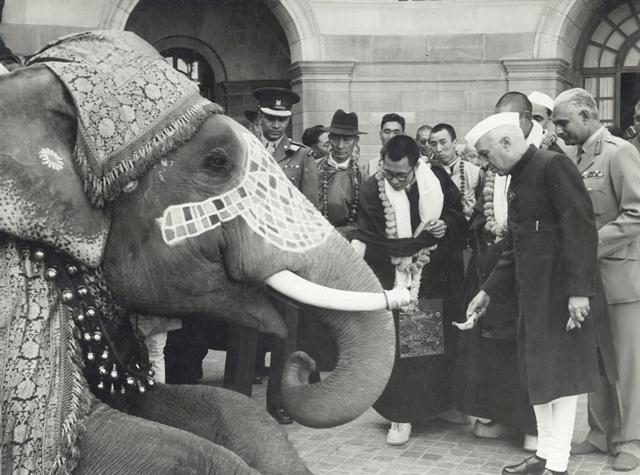
Nehru, le dalaï-lama et le panchen-lama à New Delhi en décembre 1956.

- 12 novembre : Le dalaï-lama est autorisé à se rendre en Inde pour la cérémonie du  2500e anniversaire de Bouddha[79]. Arrivé à New Delhi le 25 novembre, il rencontre Nehru qui le reçoit cordialement mais ne lui donne aucun soutien[80].
- 15 novembre : lancement du Ch’ollima undong, le mouvement du Cheval volant, mouvement de mobilisation des travailleurs en Corée du Nord. Les ouvriers sont invités à produire à un rythme accru[81].
- 16-17 novembre : échec d’une tentative de coup d’État en Indonésie ; le colonel Zulkifli Lubis (qui venait d'être nommé à Sumatra-Nord) et le Major Djelani (nouveau commandant pour Java-Ouest) sont destitués[82].
- 12 décembre : adhésion du Japon à l’ONU[77]. Les États-Unis s’opposent à l’entrée de la Chine dans l’ONU.
- 20 décembre, Indonésie : en réaction aux progrès du PKI, le Masjumi adopte une attitude violemment anticommuniste et les « colonels » (Ahmad Hussein, Mauluddin Simbolon, Barlian) provoquent des mouvements de dissidences à Sumatra en décembre 1956 et janvier 1957[82]. La rébellion poursuit des buts politiques : démission du gouvernement, rupture avec les communistes, politique extérieure pro-occidentale. Le conseil Bateng, qui prend en main une partie du centre de Sumatra, entre en conflit avec les communistes, et procède à l’arrestation des dirigeants du syndicat des travailleurs du pétrole du bassin de Parkanbaru, concédé à la compagnie américaine Caltex. Le gouvernement accuse les puissances étrangères d’intervenir dans la vie politique intérieure et suspend les officiers rebelles. Il décide cependant de tenir compte de certaines revendications justifiées[83].

### Proche-Orient
- 16 janvier : nouvelle constitution en Égypte adoptée par référendum le 23 juin par 99,8 % des voix[84].
- 4 mars : incident de Moussadiyé, sur rive nord-est du lac de Tibériade. L’armée syrienne tire sur des policiers israéliens qui sont à bord d’un bateau. Deux policiers israéliens sont tués et deux autres faits prisonniers par les autorités syriennes[85].
- 28 avril : pacte d’assistance mutuelle signé à Djeddah entre l’Égypte, l’Arabie saoudite et le Yémen[86].
- 22 mai : lors d’une conférence de presse, le secrétaire d’État américain John Dulles menace d’interrompre l’aide à la construction du barrage d’Assouan si le gouvernement égyptien accepte l’aide soviétique[87].
- 14 juin : gouvernement Asali en Syrie (fin en 1958)[88].
- 18 juin : départ des dernières troupes britanniques de la zone du Canal de Suez[84].
- 23 juin : Nasser — il était le seul candidat — devient président de la république d’Égypte[84].
- 19 juillet : refus des États-Unis de financer la construction du barrage d’Assouan en Égypte[1].
  - Nasser se tourne vers les puissances occidentales pour financer son projet de construction du barrage d’Assouan. La France et la Grande-Bretagne refusent, et les États-Unis conditionnent leur aide à un accord avec Israël. Nasser s’y montre favorable, mais tergiverse. Washington décide alors de s’opposer au financement du projet mais accepte d’octroyer un prêt moyennant le contrôle des finances égyptiennes. Contre toute attente, Nasser accepte. Il ne reste plus aux Américains qu’à se désavouer. Afin de faire pression sur le gouvernement égyptien, le gouvernement américain, suivi par la Grande-Bretagne et la BIRD, annonce que les États-Unis ne participeront pas au financement du barrage d’Assouan.

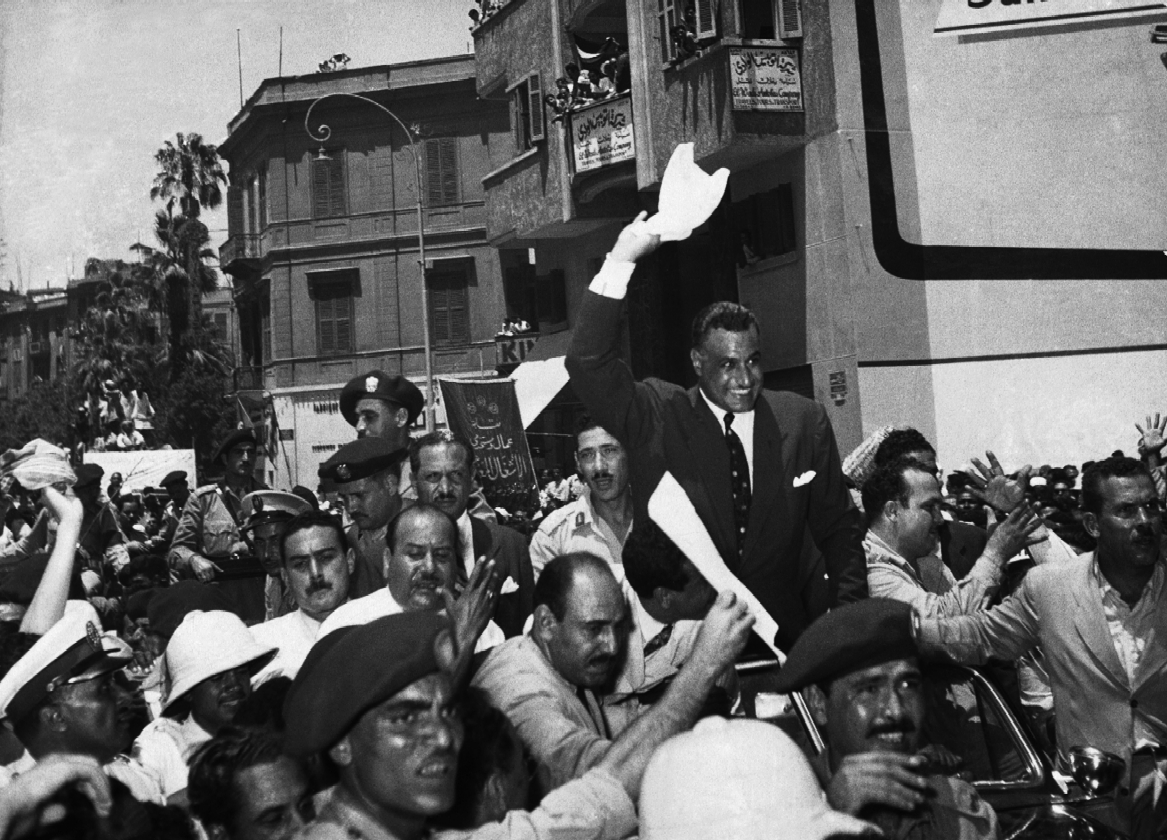
Nasser acclamé dans les rues du Caire après la nationalisation du canal, le.

- 26 juillet : en riposte au refus américano-britannique, Nasser annonce à Alexandrie la nationalisation de la Compagnie du canal de Suez, déclarant devant une foule en liesse : « Le canal est désormais à nous, bien à nous »[1]. Il dénonce la présence britannique au Moyen-Orient et soutient les mouvements nationalistes d’Algérie. Dès le lendemain, la France et la Grande-Bretagne déclarent ne pas accepter la décision égyptienne[89].
- 31 juillet : lors d’une rencontre avec Anthony Eden et le ministre français des Affaires étrangères Christian Pineau, John Dulles exprime les réserves américaines quant à une intervention militaire en Égypte[90]. Les États-Unis décident toutefois de geler les avoirs financiers égyptiens[89] et suspendent leur aide alimentaire.
- 1er-23 août : une conférence réunissant 22 pays se réunit à Londres. L’Égypte s’y fait représenter par l’URSS et l’Inde. John Dulles propose la création d’une organisation internationale chargée du contrôle et de la gestion du canal de Suez[1]. Le 2 août, une déclaration tripartite franco-anglo-américaine dénonce « l’illégalité » de la nationalisation du canal. En réponse, le gouvernement soviétique la reconnaît comme légitime le 9 août[91].
- 23 août : accord franco-britannique pour l’envoi de troupes à Chypre[89].
- 3-9 septembre : échec de la conférence du Caire. Nasser rejette le plan Dulles présenté par le Comité des Cinq[89].
- 6-7 septembre : des aviateurs et des parachutistes français arrivent à Chypre pour assurer la protection des ressortissants français en Égypte[89].
- 19-22 septembre : conférence de Londres des dix-huit usagers du canal de Suez[89] : la création d’une association d’usagers, présentée par Eden et Mollet, est approuvée, mais les divergences s’accroissent entre partisans de l’intervention militaire (France et Grande-Bretagne) et ceux de la conciliation (États-Unis). Le 20 septembre, Shimon Peres informe Bourgès-Maunoury qu’Israël est prêt à une action commune contre l’Égypte[92].
- 14 octobre : le Conseil de sécurité des Nations unies adopte une résolution énonçant six principes d’accords sur le canal de Suez ; l’URSS oppose son véto[89].
- 22 octobre : un accord est conclu à Sèvres entre la France, la Grande-Bretagne et Israël qui prépare l’opération « Mousquetaire », destinée à envahir l’Égypte[1].
- 27 octobre : le roi Hussein de Jordanie, devant la montée des oppositions lors des élections du 21 octobre, se résigne à former un gouvernement de tendance nationaliste arabe dirigé par Suleiman al-Nabulsi ; le 27 novembre, al-Nabulsi annonce son intention de dénoncer le traité d’alliance de 1948 entre la Jordanie et le Royaume-Uni[93].

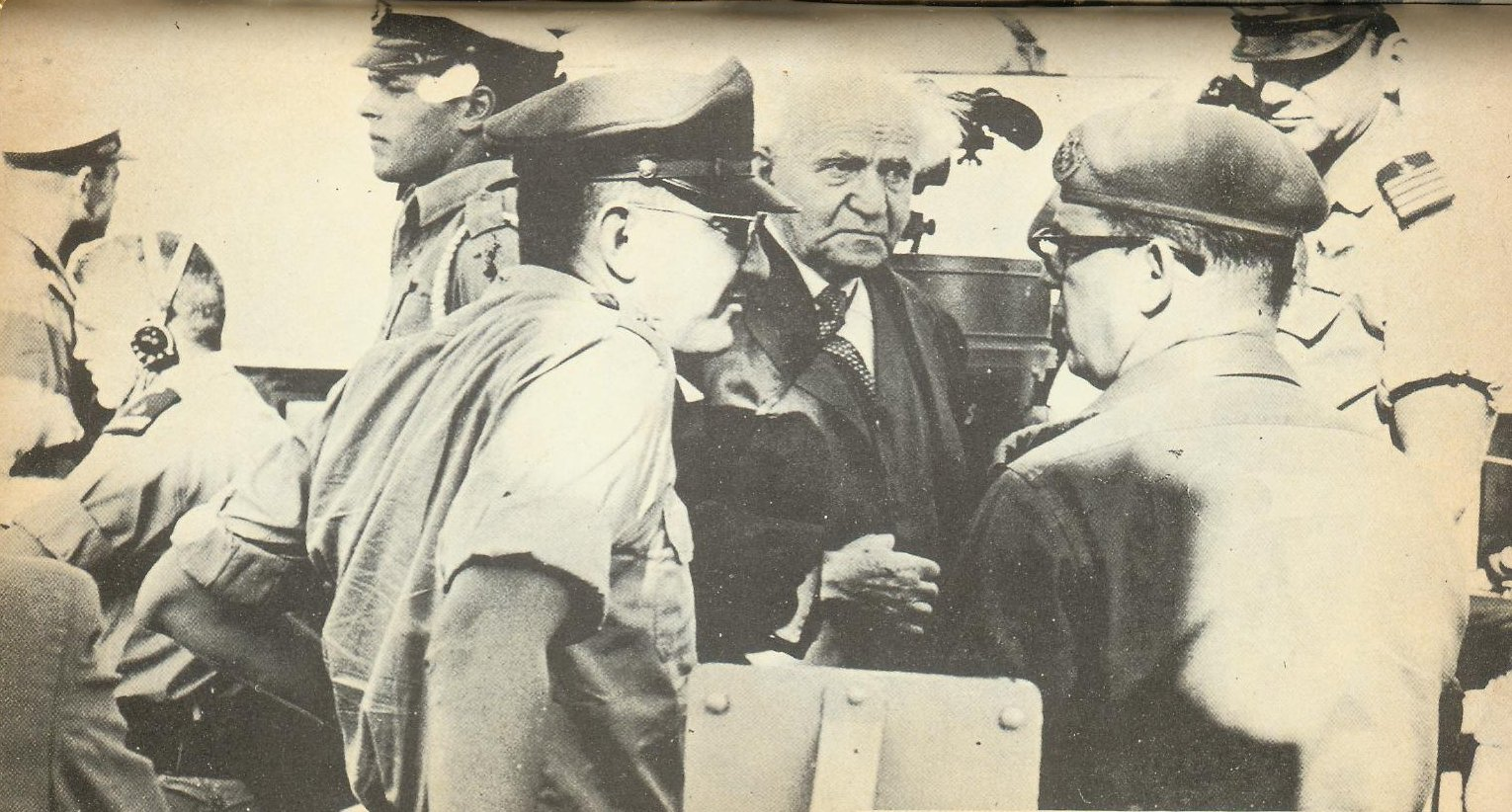
Ezer Weizman, David Ben Gourion, Haim Laskov et Yohai Ben-Nun photographiés après la guerre du Sinaï.

- 29 octobre : déclenchement de la guerre de Suez (fin le 6 novembre), condamnée par l’ONU. Des troupes israéliennes pénètrent en Égypte et avancent dans le Sinaï[89]. Des gardes-frontières israéliens massacrent 48 civils du village Kafr Qassem[94].
- 30 octobre :
  - la France et le Royaume-Uni adressent un ultimatum à l’Égypte et à Israël, sommés de retirer leurs troupes à 16 km de part et d’autre du canal. L'Égypte rejette l’ultimatum[89].
  - les États-Unis demandent au Conseil de sécurité de condamner l’attaque israélienne et d’exiger un cessez-le-feu immédiat. La France et la Grande-Bretagne opposent leur veto[95].
  - émeutes à Bagdad[96]. La loi martiale est imposée du 31 octobre au 27 mai 1957[97]. la crise de Suez crée un fort mouvement antibritannique en Irak. Des manifestations violentes éclatent et sont durement réprimées.
- 31 octobre : l’Égypte mobilise et rompt ses relations diplomatiques avec la France et la Grande-Bretagne[89].
- 1er novembre :
  - début des bombardements franco-britanniques sur les aérodromes égyptiens. 105 appareils sont détruits au sol[89].
  - Nasser autorise l’expropriation des ressortissants français ou britanniques. La mesure est étendue aux propriétés des Juifs égyptiens le 4 novembre[98]. Nasser expulse tous les Juifs « français » ou « anglais », ainsi que les derniers suspects de collusion sionistes, soit 8 000 personnes, tandis que 3 000 autres sont internées et chassées l’année suivante[99].
- 2 novembre :
  - Les États-Unis votent avec l’URSS une résolution de l’ONU contre la France et la Grande-Bretagne qui viennent de s’engager en Égypte, exigeant l’arrêt immédiat des combats[89].
  - la Syrie et la Jordanie rompent les relations diplomatiques avec la France[89].
  - prise de Gaza par les forces israéliennes[89].

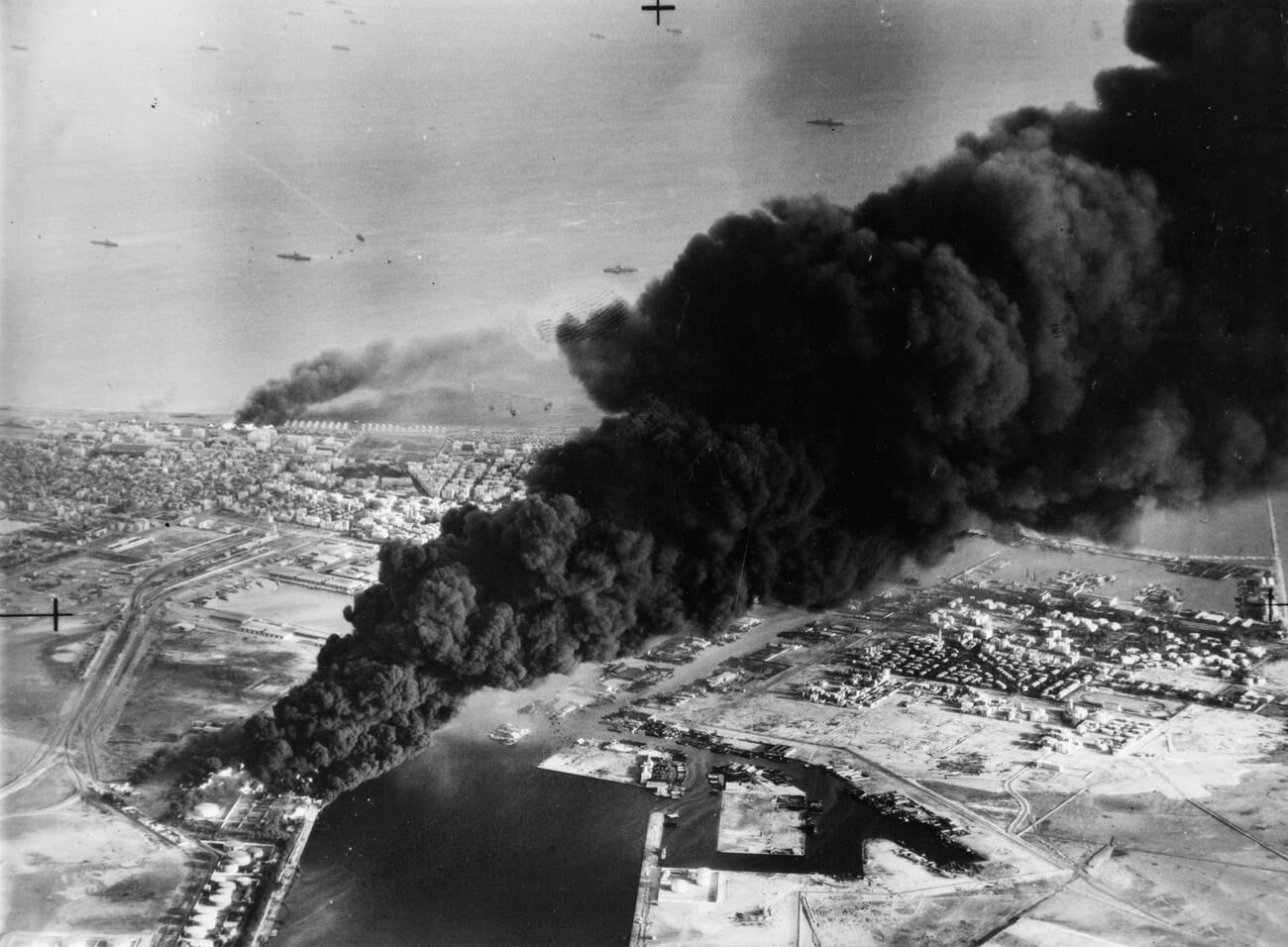
5 novembre : assaut franco-britannique sur Port-Saïd.

- 5-6 novembre : expédition de Suez. Plan Télescope : des troupes franco-britanniques sont parachutées sur Port-Saïd et marchent vers le canal. Boulganine exige le retrait des troupes françaises, britanniques et israéliennes de Suez. Les États-Unis font pression sur leurs alliés[1].
- 7 novembre : durant la crise de Suez, l’assemblée générale de l’ONU adopte une résolution appelant le Royaume-Uni, la France et Israël à retirer sans délai leurs troupes d’Égypte[89]. Les États-Unis multiplient les pressions sur la livre sterling pour contraindre Anthony Eden à un cessez-le-feu. L’intervention des États-Unis, de l’URSS et de l’ONU provoque la fin des opérations militaires (fin de la présence britannique en Égypte). Le 3 décembre, la France et le Royaume-Uni acceptent d’évacuer Port-Saïd et Port-Fouad[89].
- 15 décembre : les troupes des Nations unies occupent la zone du canal[100].
- 31 décembre : John Dulles présente au secrétaire général de l’ONU, Dag Hammarskjöld, la doctrine Eisenhower pour le Proche-Orient. Les États-Unis s’opposeront à toute agression soviétique dans la région et fourniront une aide économique aux pays qui en feront la demande[101]. Les pays arabes, à l’exception de l’Égypte et de la Syrie, se rallient à la doctrine Eisenhower (1957).
- Les populations arabes de la zone démilitarisée du lac de Tibériade sont chassées par Israël vers la Syrie, qui répond en installant des batteries d’artillerie sur les hauteurs du Golan[102].

### Europe

#### Europe de l’Est
- 14 - 25 février : XXe congrès du Parti communiste de l’Union soviétique. Début de la « déstalinisation ». « Coexistence pacifique ». Dans la nuit du 24 au 25 février Nikita Khrouchtchev dénonce à huis clos les crimes de Joseph Staline. Il est accusé d’avoir remplacé la direction collégiale par le culte de la personnalité, d’arrestations et de déportations massives de milliers de personnes, de l’exécution sans procès et sans enquête d’honnêtes et d’innocents communistes, de n’avoir pas préparé de défense appropriée contre l’invasion allemande de juin 1941, causant la mort inutile de centaines de milliers de soldats. Les portraits de Staline sont retirés des lieux publics, les institutions et les localités portant son nom rebaptisées et les livres d’histoire réécrits[103].
- 21 mars-10 mai : projet Homerun, opération secrète américaine de reconnaissance aérienne au-dessus de l’URSS[104].
- 23-25 mars : plénum du Comité central du Parti communiste roumain. Gheorghe Gheorghiu-Dej mène une déstalinisation limitée en Roumanie et un relatif désengagement vis-à-vis du Bloc[105].
- 27 mars, Hongrie : réhabilitation de László Rajk, ancien ministre des Affaires étrangères exécuté en 1949 sous l’accusation de titisme et de trahison[106].
- 17 avril : dissolution du Kominform, bureau de liaison et d’information entre les partis communistes d’Europe de l’Est fondé en 1947 en pleine guerre froide[1].
- 14 mai : l’URSS annonce une réduction de ses effectifs militaires de 1,2 million d’hommes[107].
- 2-23 juin : visite de  Tito à Moscou[108]. Le 20 juin, un communiqué célèbre l’amitié soviéto-yougoslave et affirme l’existence de voies diverses vers le socialisme. C’est la fin de la crise officielle entre les deux pays[109].

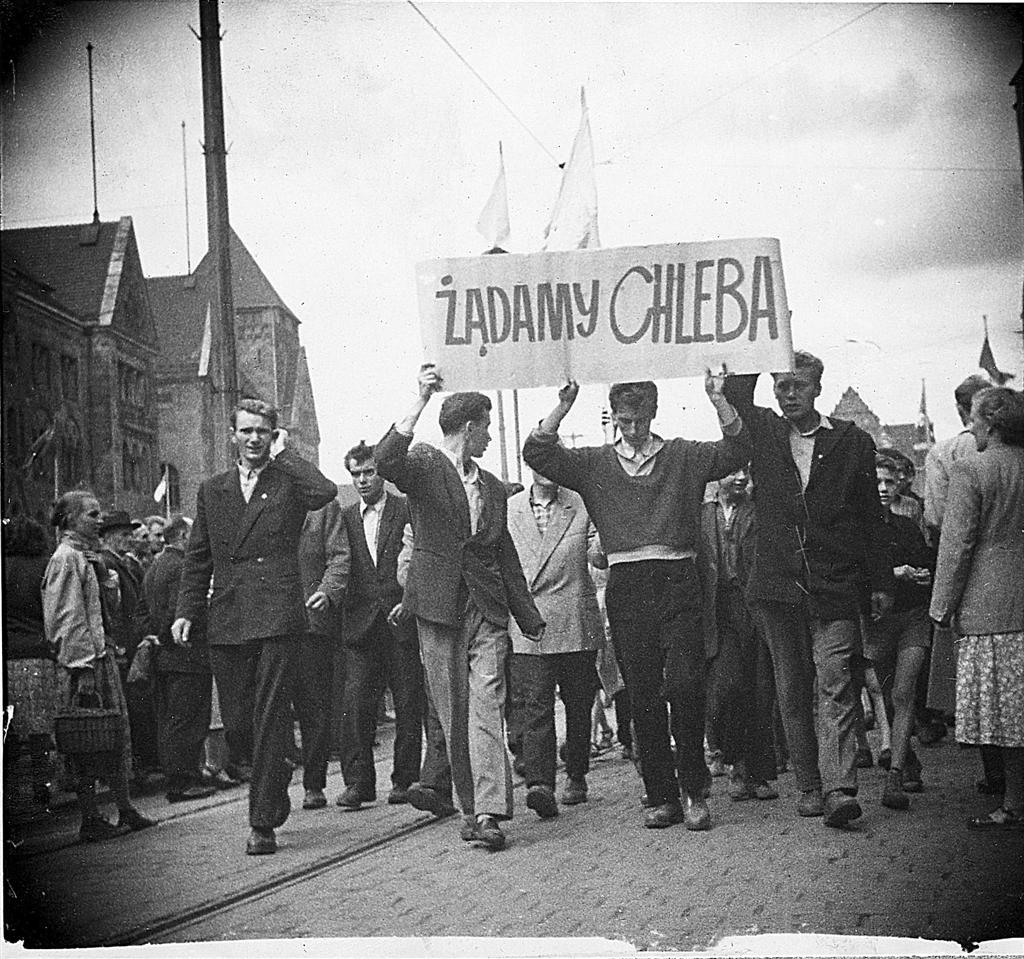
28-30 juin : émeutes de Poznań.

- 28 - 29 juin : émeutes sanglantes à Poznań où les ouvriers manifestent pour réclamer de meilleurs salaires, des élections libres et le départ des troupes soviétiques[110]. En moyenne, un ouvrier gagne 1 000 zlotys par mois alors qu’une paire de chaussures coûte 700 zlotys. Dénonçant une « provocation impérialiste », les autorités répriment durement les émeutes (50 000 manifestants, 53 morts et plusieurs centaines de blessés).
- 3 juillet : l’ancien Premier ministre hongrois Imre Nagy est exclu du Parti des travailleurs hongrois (parti communiste)[111].
- 18 juillet :
  - crise au sein du Parti communiste hongrois. Sévèrement critiqué, le premier secrétaire Mátyás Rákosi démissionne et est remplacé par Ernő Gerő. János Kádár devient secrétaire adjoint[112].
  - visite du Premier ministre indien Jawaharlal Nehru et du président égyptien Gamal Abdel Nasser dans la résidence de Tito à Brioni[1].
- 15 août : rétablissement du prix Lénine, récompense aux savants, artistes et écrivains soviétiques[113].
- 6 octobre, Hongrie : funérailles nationales de László Rajk[112]. 200 000 personnes réclament le retour d’Imre Nagy au gouvernement.
- 14 octobre : Imre Nagy est réintégré au sein du parti communiste hongrois[111].

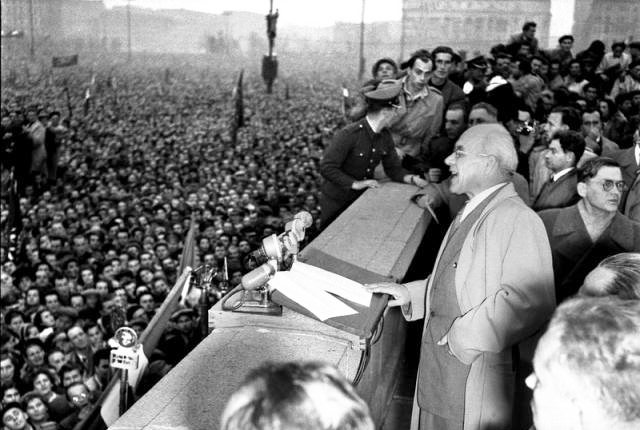
Discours de Gomułka le 24 octobre.

- « Octobre polonais ». Les artistes, les intellectuels, les étudiants et les ouvriers polonais exigent des réformes gouvernementales et une plus grande liberté vis-à-vis de l’URSS. Le 19 octobre, Varsovie reçoit la visite surprise de Nikita Khrouchtchev. À la suite de la mobilisation populaire contre la direction du POUP, Władysław Gomułka est élu le 21 octobre premier secrétaire du parti ouvrier unifié polonais et le 24 octobre, il s’engage à réformer la république populaire de Pologne (politique de dé-collectivisation, fin de la censure de la presse, libération du cardinal Stefan Wyszyński, annulation d’une partie de la dette polonaise, octroi de nouveaux crédits), malgré le maintien « temporaire » de troupes soviétiques sur le sol polonais[114].
- 18 octobre, Hongrie : agitation des étudiants de Szeged[112]. Les opposants au gouvernement profitent des tensions entre la république populaire de Pologne et l’Union soviétique pour se rebeller. Les étudiants manifestent contre les cours obligatoires de russe et de marxisme-léninisme et, associés au syndicat des écrivains, ils affirment leur soutien au mouvement antisoviétique polonais. Les travailleurs se joignent à eux pour exiger le retour de Nagy au poste de Premier ministre[115].
- 19 octobre : le ministre de l’éducation hongrois annonce des réformes, dont la suppression de l’enseignement obligatoire du russe[115].

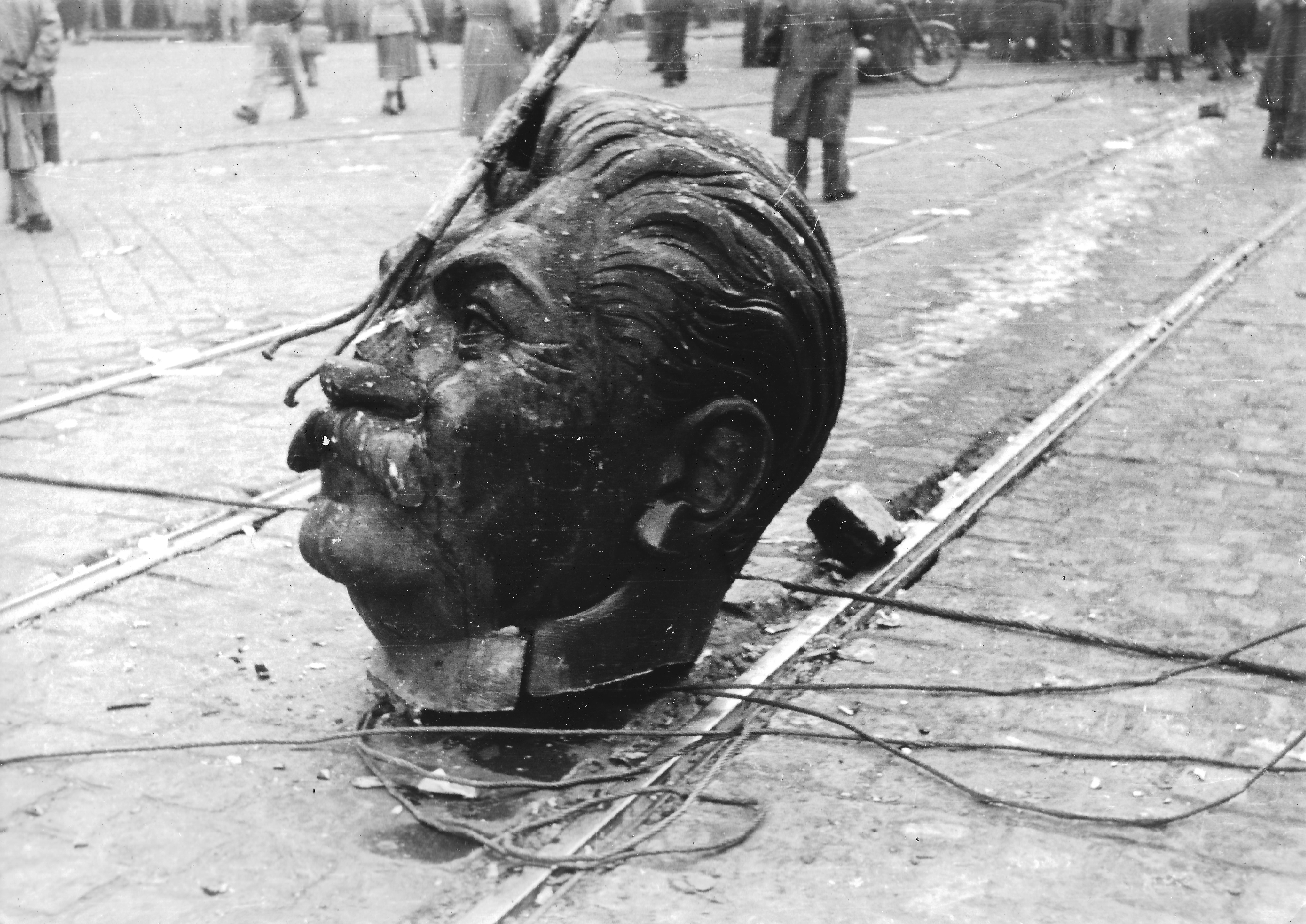
23 octobre : insurrection de Budapest.

- 23 octobre : début de l’insurrection de Budapest. Le Premier ministre Hegedüs, incapable de gérer ces manifestations (plus de 100 000 personnes), sollicite le renfort des troupes soviétiques. La police ouvre le feu sur la foule. Les insurgés parviennent à paralyser les chars soviétiques en lançant des cocktails Molotov[115]. Le Parti des travailleurs s’interpose et obtient le remplacement de Hegedüs par Nagy (24 octobre) et de Gerö par János Kádár (25 octobre), précédemment emprisonné pour nationalisme[116].
- 27 octobre :
  - Imre Nagy forme un gouvernement de front national en Hongrie. Formation de conseils ouvriers dans toutes les usines de Budapest[116].
  - début de manifestations antisoviétiques en Roumanie pendant la révolte hongroise[117].
- 28 octobre, Hongrie : après cinq jours d’hésitation, Nagy se range aux côtés des manifestants annonçant la fin du système de parti unique et la tenue d’élections. Il promet des réformes économiques, libère le cardinal László Mindszenti (30 octobre), exige le retrait des forces soviétiques (29 octobre) et ordonne le cessez-le-feu[116].

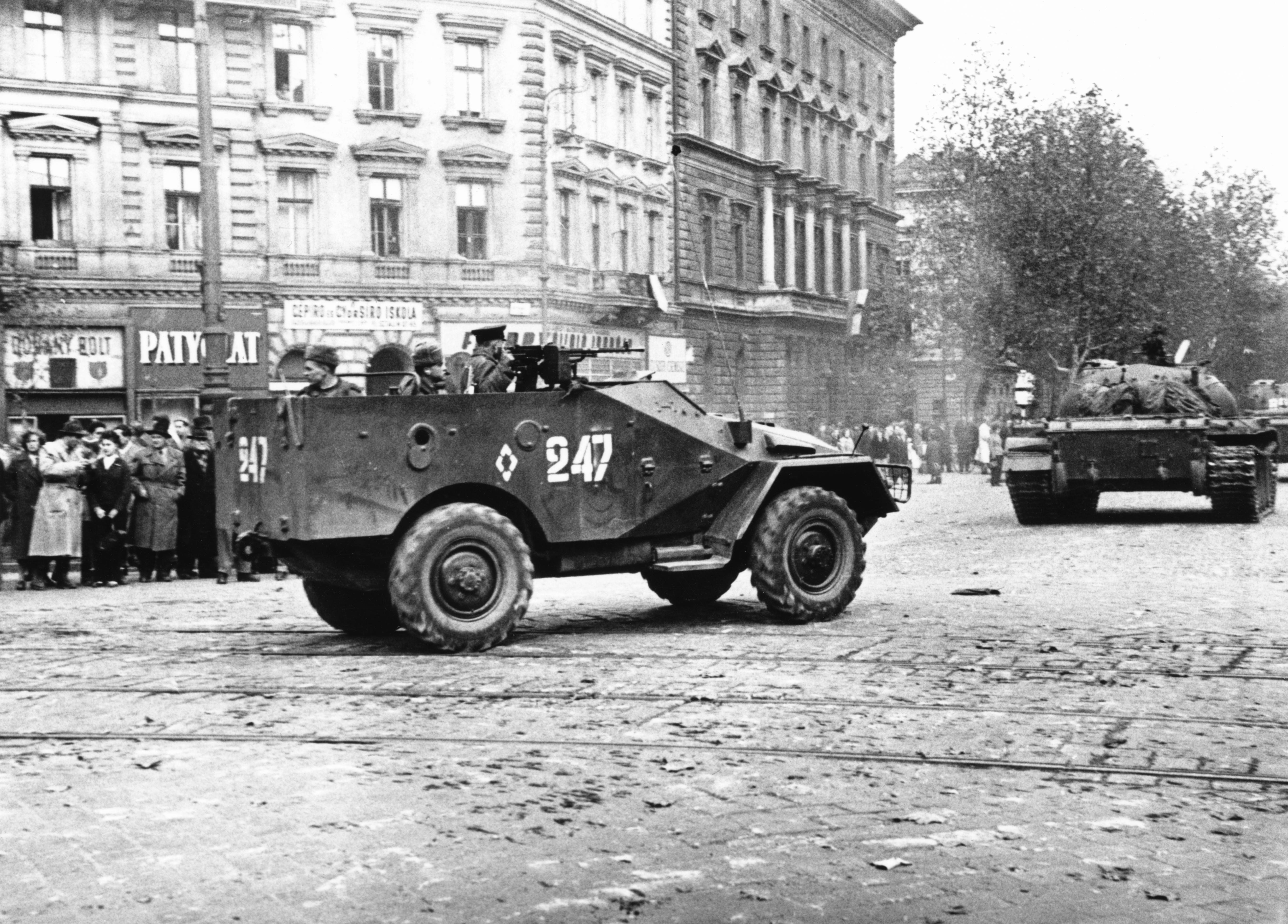
31 octobre : retrait temporaire des troupes soviétiques de Budapest.

- 31 octobre : Radio Moscou annonce le retrait de l’Armée rouge de Hongrie[116].
- 1er novembre : trop confiant dans le soutien occidental, Imre Nagy proclame la neutralité de la Hongrie et son retrait du pacte de Varsovie. L’ordre est rétabli[1].
- 3 novembre, Hongrie : Nagy forme un gouvernement dans lequel les communistes sont minoritaires. L’URSS promet des concessions, mais les manifestations reprennent[116].
- 4 novembre : coup de Budapest. Huit divisions soviétiques, appuyées par l’aviation, prennent d’assaut Budapest et écrasent les insurgés hongrois malgré leurs appels au secours adressés aux Occidentaux[1]. 200 000 hommes et 2 000 chars sont engagés. János Kádár, amené dans les fourgons de l’Armée rouge, annonce la formation d’un gouvernement ouvrier-paysan. Une nouvelle dictature communiste s’instaure avec János Kádár comme chef du parti rebaptisé Parti des travailleurs socialistes hongrois. Imre Nagy se réfugie à l’ambassade de Yougoslavie[116]. Le cardinal Mindszenty, ancien primat de Hongrie emprisonné de 1948 à 1955, se réfugie à l’ambassade des États-Unis où il restera enfermé jusqu’en 1971, année où il pourra quitter le pays[118]. Selon les autorités hongroises, la répression de l’insurrection fait 2 700 morts entre le 23 octobre et le 11 novembre. Un chiffre communément repris est plus proche de 30 000 morts[119]. Des centaines de Hongrois sont exécutés, des milliers emprisonnés tandis que près de 200 000 s’enfuient en Autriche. Malgré la condamnation de l’URSS par les puissances occidentales et les Nations unies (résolutions de l’Assemblée générale des 4 et 9 novembre), la Hongrie reste pendant plusieurs années sous surveillance.
- 18 novembre : discours de Nikita Khrouchtchev aux ambassadeurs occidentaux lors d’une réception à l’ambassade de Pologne à Moscou ; « Que vous le vouliez ou non, l’histoire est de notre côté. Nous vous enterrerons ! »[120].
- 22 novembre : Imre Nagy, le premier ministre hongrois, et quarante-huit de ses partisans sont enlevés par le KGB et emmenés en Roumanie[116]. Nagy sera condamné et pendu avec l’accord du nouveau dirigeant communiste Kádár.
- 9 décembre :
  - dissolution des conseils ouvriers et des comités nationaux hongrois et arrestation de leurs chefs[116].
  - l’URSS annule le reliquat des dettes de guerre dues par la Roumanie[121] (700 millions de dollars).

- 27-29 décembre : le plénum du Comité centrale du PCR décide l’augmentation des salaires ouvriers en Roumanie après la révolte hongroise. Les investissements du Plan sont réduits au profit des biens de consommation. À la campagne, les livraisons obligatoires sont abolies et la collectivisation freinée[122].

#### Europe de l’Ouest
- 30 janvier : début d’une vague de froid en Europe occidentale[123].
- 6-9 février, Espagne : heurts entre le SEU phalangiste et l’union démocratique des étudiants, qui conduisent au désaveu des phalangistes les plus intransigeants (Raimundo Fernández Cuesta) mais aussi au renvoi des « catholiques de gouvernement » (dont le ministre de l’éducation Joaquín Ruiz-Giménez)[124].
- 19 février : les élections législatives en Grèce donnent la majorité absolue à l’Union nationale radicale de Constantin Caramanlis[125].
- 29 février : l’OECE crée une commission chargée de mettre au point un projet de coopération entre les pays membres dans le domaine nucléaire (Comité spécial de l’énergie nucléaire)[126].
- 9 mars, Chypre : l’archevêque Makarios, leader indépendantiste chypriote favorable à l’énosis, est assigné à résidence aux Seychelles par les autorités britanniques[127]. Sa déportation déclenche dès le lendemain une grève générale dans l’île.
- 17 avril : annonce de l’introduction des Premium Bond (en) au Royaume-Uni (lancés le 1er novembre). Le chancelier de l’Échiquier, Harold Macmillan, veut inciter les Britanniques à modérer leurs dépenses de consommation[128]. Pour cela, il prévoit dans son budget des mesures classiques comme une augmentation des impôts et une meilleure rémunération de l’épargne, mais, aussi il propose un emprunt-loterie, sous forme d’obligations du Trésor sans intérêt, mais tous les trois mois un gros lot de 1 000 livres est attribué par tirage au sort. Seulement 40 millions de Livres sont ainsi souscrites, alors que 50 millions étaient initialement prévues.
- 19 avril : mariage du prince Rainier III de Monaco avec Grace Kelly[129].
- 29 - 30 mai : la conférence de Venise, qui réunit les six ministres des Affaires étrangères de la CECA, approuve le premier rapport Spaak du 21 avril qui préconise la création d’une union douanière et un tarif commun. Un second comité Spaak est créé pour rédiger les traités constitutifs la CEE et d’Euratom[130].
- 24 juin : élections législatives islandaises[131].
- 9 juillet : un tremblement de terre détruit entièrement le village de Mesa Gonia, sur l'île de Santorin.

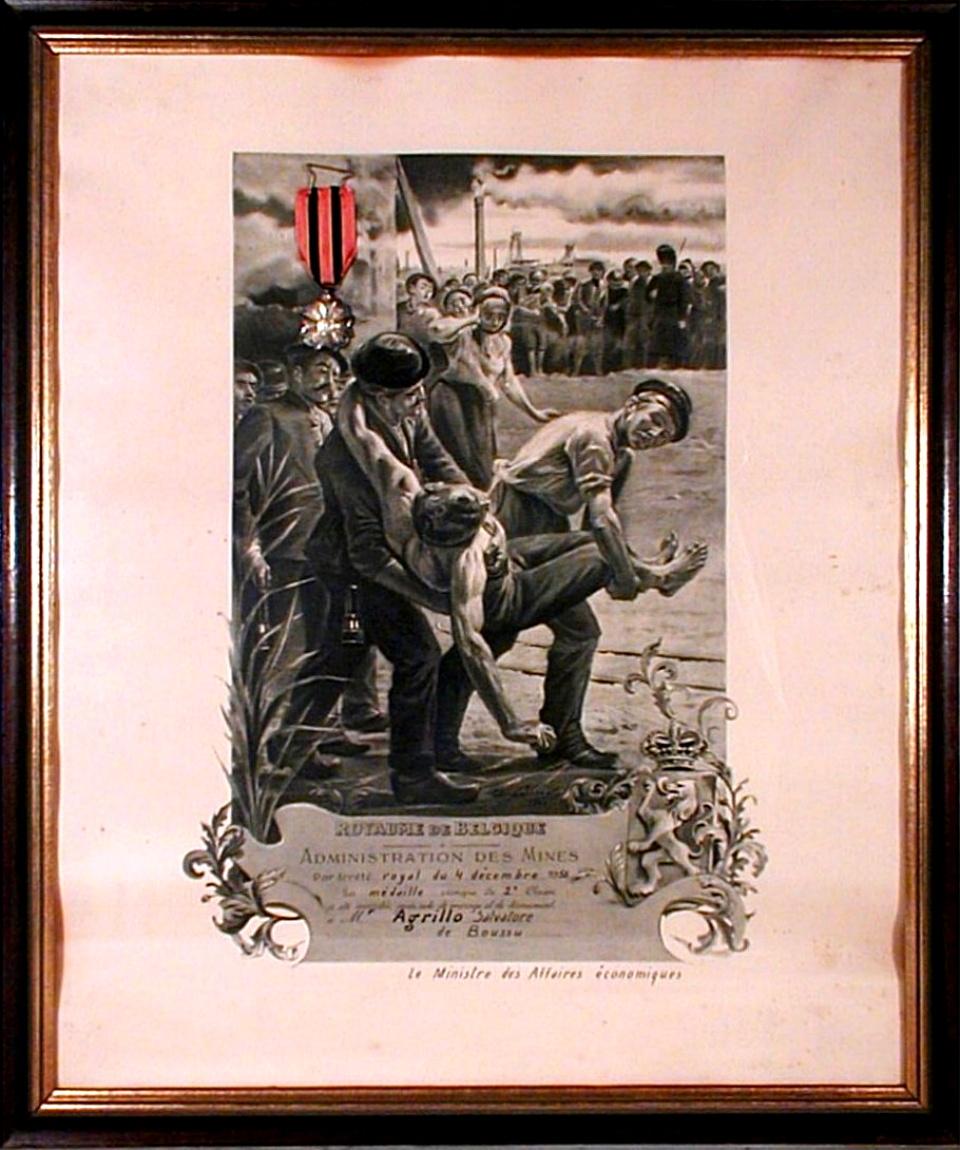
8 août : catastrophe du bois du Cazier. Diplôme du Royaume de Belgique remis aux sauveteurs de Marcinelle

- 8 août, Belgique : la catastrophe du Bois du Cazier à Marcinelle, près de Charleroi, fait 262 victimes[132].
- 17 août : la cour constitutionnelle de Karlsruhe interdit le parti communiste en Allemagne de l’Ouest[133].
- 27 octobre : signature à Luxembourg des accords franco-allemands sur la Sarre et la Moselle[134].
- 30 novembre : début du rationnement de l’essence en France pendant la crise de Suez (fin le 28 juin 1957)[135].
- 11-12 décembre : début d’une série d’attentats de l’IRA en Ulster (campagne des frontières, 1956-1962)[136].
- 12 décembre : publication au Portugal du décret-loi 40 900 par le ministre de l’éducation Leite Pinto, réglementant autoritairement la vie interne des associations académiques, supprimant l’élection, acquise depuis 1945, aux fonctions de responsabilité à l’intérieur des associations. 5 000 étudiants manifestent à Coïmbra contre le projet. Le 16 janvier 1957, des étudiants envahissent l’Assemblée nationale qui se prépare à voter la loi. Le projet est retiré[137].
- 17 décembre : début du rationnement de l’essence au Royaume-Uni pendant la crise de Suez (fin le 14 mai 1957)[138].

### Océanie
- août : inondations du fleuve Murray en Australie[139].

## Décès en 1956

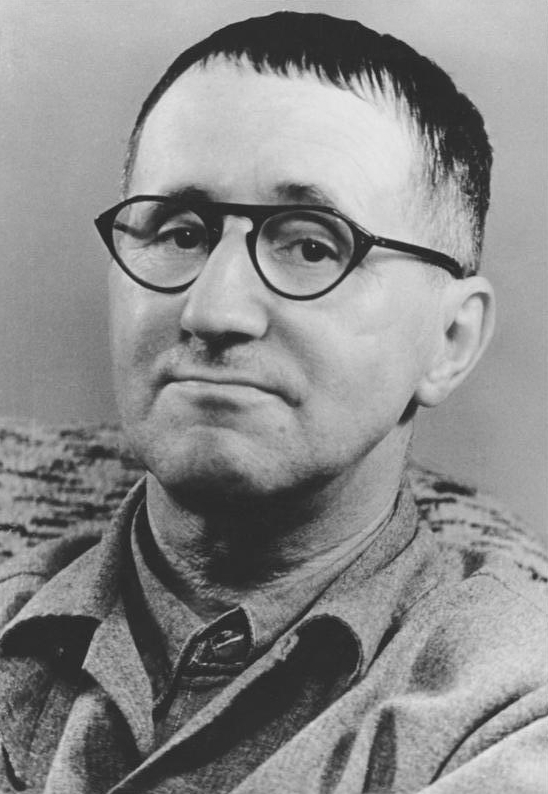
Bertolt Brecht.

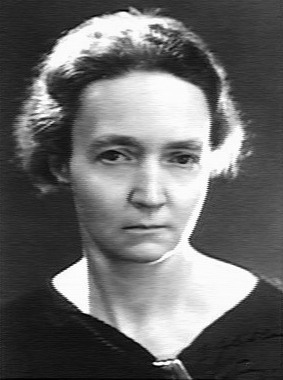
Irène Joliot-Curie

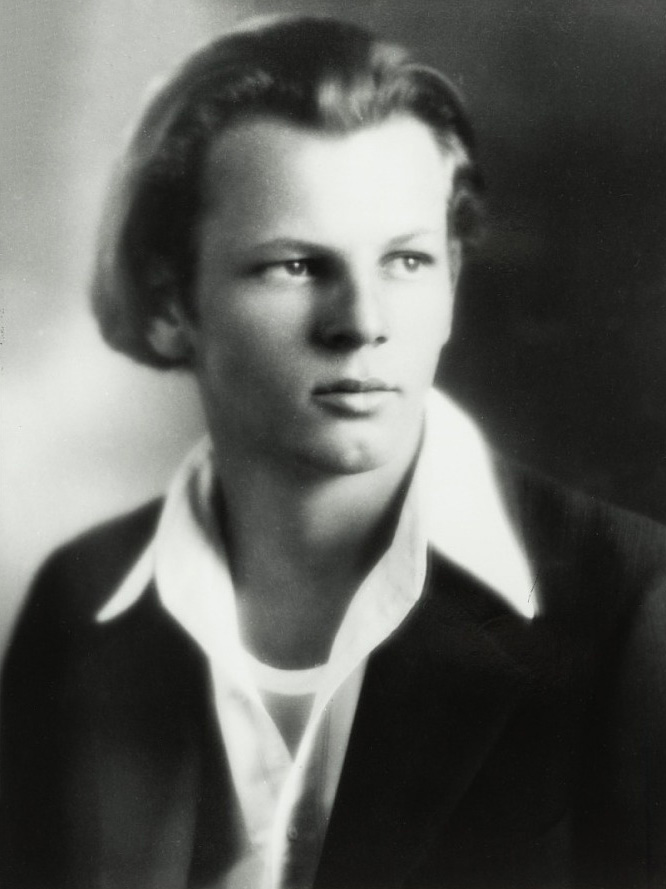
Jackson Pollock

Personnalités majeures décédées en 1956
- 5 janvier : Mistinguett (chanteuse et actrice française)
- 22 février : Paul Léautaud (écrivain français)
- 17 mars : Irène Joliot-Curie (chimiste et physicienne française)
- 13 avril : Emil Nolde (peintre expressionniste allemand)
- 8 juin : Marie Laurencin (peintre et graveur française)
- 7 juillet : Gottfried Benn (écrivain allemand)
- 11 août : Jackson Pollock (peintre américain)
- 14 août : Bertolt Brecht (dramaturge, poète et metteur en scène allemand)
- 24 août : Kenji Mizoguchi (cinéaste japonais)
- 25 septembre : Lucien Febvre (historien français)
- 5 novembre : Art Tatum (pianiste de jazz américain)
- 25 novembre : Alexandre Dovjenko (cinéaste soviétique d'origine ukrainienne)